# 接神日

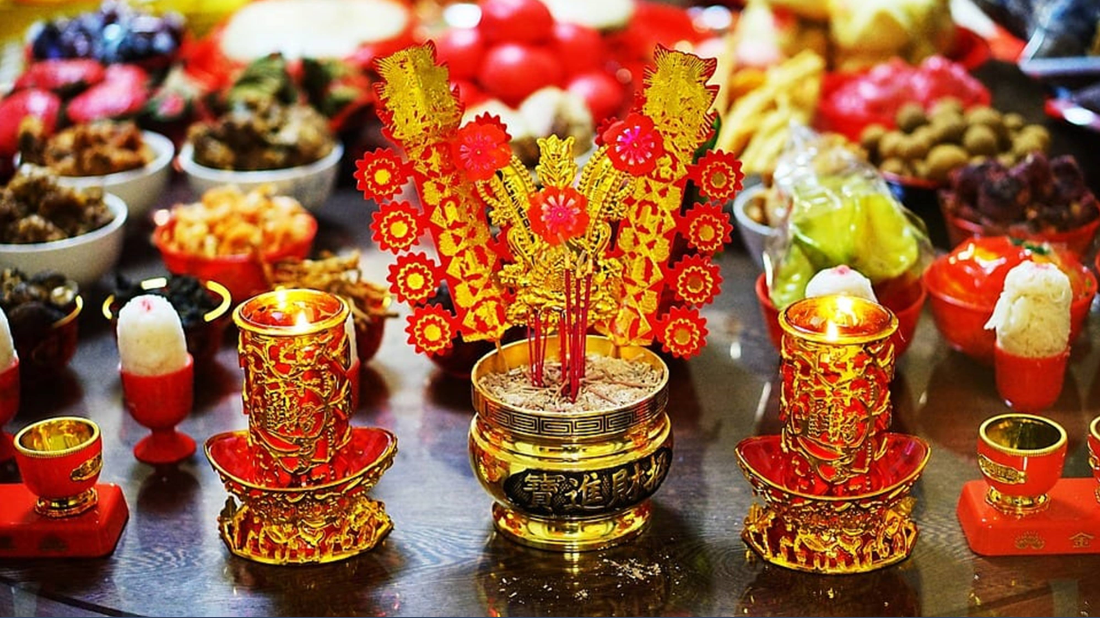

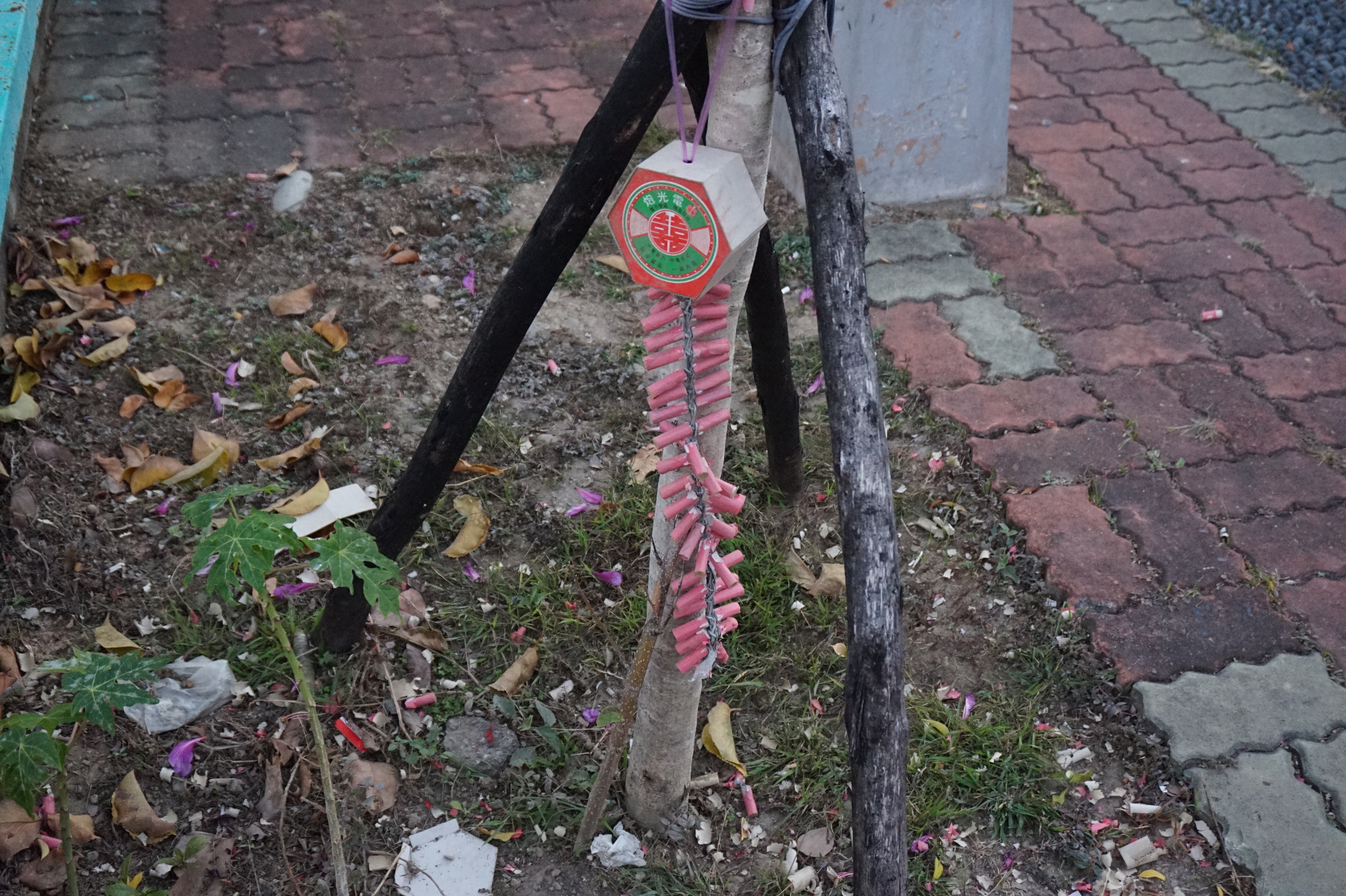
接神一樣要施放爆竹與燒化「雲馬錢」

接神日廟宇會舉行隆重的儀式恭迎眾神明回到人間

接神日又稱迎神日，為每年農曆的正月初四日，在漢字文化圈的民間信仰中是值年太歲星君與民間諸神回到人間的日子。

## 簡介
據說每年的送神日（舊曆十二月廿四日，有些地區是廿三日），灶君、太歲與民間諸神要回天庭向玉皇大帝述職，報告人間善惡，俗稱送神日。舊曆十二月廿五日，玉帝會派遣代天巡狩之神或其他天神下凡，監護人世，稱為「天神下降」。
到了正月初四日的下午，天神回天，而原本民間供奉的灶君、新的值年太歲與諸位神明，將回到凡間，繼續保佑百姓，基於人情味的關係，希望讓神明在天庭多享受一會兒，所以中國、越南、朝鮮半島、琉球地區（漢字文化圈）的民眾會在正月初四日午時以後才祭祀神明，迎接神明回返人間。俗謂：「送神早，接神晚」，因此接神的祭典大多是在下午才舉行。一般會準備新年的年糕、發糕、桂圓、米果、麻粩、寸棗、生仁糖、冬瓜糖等應景食品祭拜，茶水則多使用甜茶。
最重要的是紙錢，除了一般金紙之外，必焚燒「雲馬」或「甲馬」，這是一種繪有馬匹與隨從武士的紙錢，可提供神祇作為交通工具，有些佛教徒也會焚燒紙蓮花給佛、菩薩、祖師。
一般家庭會在正月初四日接神。而公司行號、店家則在初四或初五等為迎接財神。